# Championnat de république démocratique du Congo de football 2005
Navigation
Saison précédente Saison suivante
La saison 2005 du Championnat de république démocratique du Congo de football est la quarante-huitième édition de la première division en république démocratique du Congo, la Ligue Nationale de Football. La compétition rassemble les vingt meilleures formations du pays, qui sont passées par des championnats régionaux pour se qualifier. La compétition se déroule en trois phases qualificatives de poules.
C'est le DC Motema Pembe, tenant du titre, qui est à nouveau sacré champion à l'issue de la saison, après avoir terminé en tête du classement final, avec un seul point d'avance sur le FC Saint Éloi Lupopo et deux sur le TP Mazembe. C'est le onzième titre de l'histoire du club.

## Clubs participants
| - Province de Kinshasa : - DC Motema Pembe - AS Vita Club - Canon Buromeca - Province de Katanga : - TP Mazembe - FC Saint Éloi Lupopo - Province du Kasaï-oriental : - SM Sanga Balende - OC Mbongo Sports - Province du Kasaï-occidental : - Bakolo Mboka - FC Tshinkunku - Province du Bas-Congo : - CS Cilu - IC Onatra | - Province orientale : - TS Malekesa - CS Makiso - Province du Nord-Kivu : - DC Virunga - FC Mwangaza - Province du Sud-Kivu : - FC Ibanda Sport - OC Bukavu Dawa - Province de Maniema : - AS Mbilingos - Province de l'Équateur : - FC Lumière - Province de Bandundu : - AS Anges Noirs |

## Compétition
Le barème de points servant à établir les classements se décompose ainsi :
- Victoire : 3 points
- Match nul : 1 point
- Défaite : 0 point

### Première phase
Les quatre clubs ayant participé à la poule finale lors de la saison précédente sont exemptés de première phase. Les seize autres équipes s'affrontent en matchs aller-retour à élimination directe pour déterminer les huit qualifiés pour la deuxième phase.
| Équipe 1         | Résultat | Équipe 2         | Aller | Retour |
| ---------------- | -------- | ---------------- | ----- | ------ |
| AS Anges Noirs   | 1 - 2    | CS Cilu          | 0 - 1 | 1 - 1  |
| IC Onatra        | 2 - 2e   | Canon Buromeca   | 2 - 1 | 0 - 1  |
| TS Malekesa      | 1 - 0    | AS Mbilingos     | 1 - 0 | -      |
| FC Ibanda Sport  | -        | DC Virunga       | -     | 0 - 3  |
| FC Mwangaza      | -        | OC Bukavu Dawa   | -     | 0 - 2  |
| SM Sanga Balende | 6 - 1    | Bakolo Mboka     | 2 - 1 | 4 - 0  |
| US Tshinkunku    | 4 - 4    | OC Mbongo Sports | 4 - 2 | 0 - 2  |
| CS Makiso        | 4 - 1    | FC Lumière       | 4 - 0 | 0 - 1  |

### Deuxième phase
À l'origine, les premiers de chaque poule et les deux meilleurs seconds se qualifient pour la poule finale. Cependant, avec les forfaits de trois équipes, le deuxième de la poule de trois clubs est automatiquement qualifié et c'est le meilleur second des trois autres poules qui obtient le dernier billet.
Poule A :
| Rang | Équipe         | Pts | J | G | N | P | Bp | Bc | Diff |  | Résultats (▼ dom., ► ext.) | Vit | Vir | Can |
| ---- | -------------- | --- | - | - | - | - | -- | -- | ---- |  | -------------------------- | --- | --- | --- |
| 1    | AS Vita Club   | 12  | 4 | 4 | 0 | 0 | 12 | 1  | +11  |  | AS Vita Club               |     | 2-0 | 4-1 |
| 2    | DC Virunga     | 4   | 4 | 1 | 1 | 2 | 6  | 11 | -5   |  | DC Virunga                 | 0-4 |     | 2-2 |
| 3    | Canon Buromeca | 1   | 4 | 0 | 1 | 3 | 6  | 12 | -6   |  | Canon Buromeca             | 0-2 | 3-4 |     |

Poule B :
| Rang | Équipe              | Pts | J | G | N | P | Bp | Bc | Diff |  | Résultats (▼ dom., ► ext.) | Maz | Cil |
| ---- | ------------------- | --- | - | - | - | - | -- | -- | ---- |  | -------------------------- | --- | --- |
| 1    | TP Mazembe          | 6   | 2 | 2 | 0 | 0 | 6  | 1  | +5   |  | TP Mazembe                 |     | 3-1 |
| 2    | CS Cilu             | 0   | 2 | 0 | 0 | 2 | 1  | 5  | -4   |  | CS Cilu                    | 0-3 |     |
| 3    | TS Malekesa forfait |     |   |   |   |   |    |    |      |  |                            |     |     |

Poule C :
| Rang | Équipe                   | Pts | J | G | N | P | Bp | Bc | Diff |  | Résultats (▼ dom., ► ext.) | Lup | Buk |
| ---- | ------------------------ | --- | - | - | - | - | -- | -- | ---- |  | -------------------------- | --- | --- |
| 1    | FC Saint Éloi Lupopo     | 6   | 2 | 2 | 0 | 0 | 2  | 0  | +2   |  | FC Saint Éloi Lupopo       |     | 1-0 |
| 2    | OC Bukavu Dawa           | 0   | 2 | 0 | 0 | 2 | 2  | 6  | -4   |  | OC Bukavu Dawa             | 0-1 |     |
| 3    | SM Sanga Balende forfait |     |   |   |   |   |    |    |      |  |                            |     |     |

Poule D :
| Rang | Équipe            | Pts | J | G | N | P | Bp | Bc | Diff |  | Résultats (▼ dom., ► ext.) | Mot | Tsh |
| ---- | ----------------- | --- | - | - | - | - | -- | -- | ---- |  | -------------------------- | --- | --- |
| 1    | DC Motema PembeT  | 4   | 2 | 1 | 1 | 0 | 3  | 2  | +1   |  | DC Motema PembeT           |     | 1-1 |
| 2    | US Tshinkunku     | 1   | 2 | 0 | 1 | 1 | 2  | 3  | -1   |  | US Tshinkunku              | 1-2 |     |
| 3    | CS Makiso forfait |     |   |   |   |   |    |    |      |  |                            |     |     |

### Poule finale
| Rang | Équipe               | Pts | J  | G | N | P | Bp | Bc | Diff |  | Résultats (▼ dom., ► ext.) | Mot | Lup | Maz | Vit | Vir | Tsh |
| ---- | -------------------- | --- | -- | - | - | - | -- | -- | ---- |  | -------------------------- | --- | --- | --- | --- | --- | --- |
| 1    | DC Motema PembeT     | 19  | 10 | 6 | 1 | 3 | 20 | 12 | +8   |  | DC Motema PembeT           |     | 3-2 | 0-0 | 2-1 | 1-0 | 9-1 |
| 2    | FC Saint Éloi Lupopo | 18  | 10 | 5 | 3 | 2 | 11 | 5  | +6   |  | FC Saint Éloi Lupopo       | 2-0 |     | 1-0 | 0-0 | 0-0 | 2-0 |
| 3    | TP Mazembe           | 17  | 10 | 5 | 2 | 3 | 20 | 8  | +12  |  | TP Mazembe                 | 4-1 | 0-1 |     | 2-0 | 1-0 | 9-0 |
| 4    | AS Vita Club         | 14  | 10 | 4 | 2 | 4 | 8  | 10 | -2   |  | AS Vita Club               | 0-2 | 0-3 | 2-0 |     | 1-0 | 2-1 |
| 5    | DC Virunga           | 13  | 10 | 3 | 4 | 3 | 8  | 5  | +3   |  | DC Virunga                 | 2-0 | 2-0 | 1-1 | 0-0 |     | 1-1 |
| 6    | US Tshinkunku        | 2   | 10 | 0 | 2 | 8 | 5  | 32 | -27  |  | US Tshinkunku              | 0-2 | 0-0 | 2-3 | 0-2 | 0-2 |     |

|  | Qualification pour la Ligue des champions de la CAF 2006 |
|  | Qualification pour la Coupe de la confédération 2006     |
|  | T : Tenant du titre                                      |

## Meilleurs buteurs
Le tableau suivant liste les joueurs selon le classement des buteurs :
| Rang | Joueur                | Club                 | Buts |
| ---- | --------------------- | -------------------- | ---- |
| 1    | Patrick Batshi        | AS Vita Club         | 7    |
| 2    | Jean-Jacques Yemweni  | DCMP                 | 6    |
| 3    | Trésor Mputu          | TP mazembe           | 5    |
| 4    | Bienvenu Baana        | DC Virunga           | 4    |
|      | Jean-Paul Eale Lutula | FC Saint Éloi Lupopo | 4    |
| 6    | Zola Matumona         | AS Vita Club         | 3    |
|      | Kasongo Ngandu        | TP mazembe           | 3    |
|      | Monzua Batukayiyo     | TP mazembe           | 3    |
| 9    | Kadima                | IC Onatra            | 2    |
|      | Mukula                | Canon Buromeca       | 2    |
|      | Kadima                | US Tshinkunku        | 2    |
|      | Luyeye Mvete          | DC Motema Pembe      | 2    |
|      | Alain Kaliyutuka      | TP mazembe           | 2    |

## Bilan de la saison
| Championnat de république démocratique du Congo de football 2005 |                             |
| Champion                                                         | DC Motema Pembe (11e titre) |
| Coupes et trophées                                               |                             |
| Vainqueur de la Coupe de république démocratique du Congo 2005   | AS Kabasha                  |
| Qualifications continentales                                     |                             |
| Ligue des champions de la CAF 2006                               | DC Motema Pembe             |
| Ligue des champions de la CAF 2006                               | FC Saint Éloi Lupopo        |
| Coupe de la confédération 2006                                   | TP Mazembe                  |
| Coupe de la confédération 2006                                   | AS Kabasha                  |
| Promotions et relégations                                        |                             |
| Promus en Linafoot                                               | Aucun                       |
| Relégués                                                         | Aucun                       |